# Ahmed Amgad el-Seify
Ahmed Amgad el-Seify (arabisch أحمد أمجد الصيفي, DMG Aḥmad Amǧad aṣ-Ṣaifī; * 1. Oktober 1996) ist ein katarischer Leichtathlet, der sich auf den Hammerwurf spezialisiert hat.

## Karriere
Erste internationale Erfahrungen sammelte Ahmed Amgad el-Seify bei den Jugendweltmeisterschaften 2013 in Donezk, bei denen er mit einer Weite von 77,33 m den fünften Platz belegte. Im Jahr darauf gewann er bei den Juniorenasienmeisterschaften in Taipeh mit 68,90 m die Silbermedaille und qualifizierte sich für die Juniorenweltmeisterschaften in Eugene, bei denen er mit 71,69 m in der ersten Runde ausschied. 2017 wurde er bei den Islamic Solidarity Games mit 66,28 m Siebter, wie auch bei den Asienmeisterschaften in Bhubaneswar mit einer Weite von 67,81 m. 2018 nahm er erstmals an den Asienspielen in Jakarta teil und belegte mit 65,33 m Platz acht. Im Jahr darauf gelangte er bei den Asienmeisterschaften in Doha mit 65,08 m auf den zehnten Platz und 2022 wurde er bei den Islamic Solidarity Games in Konya mit 68,14 m Fünfter. Im Jahr darauf gewann sie bei den Panarabischen Spielen in Algier mit 69,61 m die Silbermedaille hinter dem Ägypter Mostafa el-Gamel. Ende September belegte er bei den Asienspielen in Hangzhou mit 67,86 m den siebten Platz. 2024 gewann er bei den Westasienmeisterschaften in Basra mit 68,62 m die Bronzemedaille hinter seinem Landsmann Ashraf Amgad el-Seify und Mohammed al-Dubaisi aus Saudi-Arabien. Im Jahr darauf belegte er bei den Arabischen Meisterschaften in Oran mit 67,47 m den fünften Platz.